# Prozessionsstange
Prozessionsstangen oder Prozessionsstäbe (auch Stangerlsitzerheilige, Engelstange, Heiligenstange, Zunftstange, Kerzenstange) sind kunsthandwerklich verzierte Stangen, die bei Prozessionen der römisch-katholischen Kirche mitgetragen werden. Insbesondere im bayerischen Raum haben sich zahlreiche mit Marien- und Heiligenfiguren verzierte Stangen von Zünften und Bruderschaften (deren Stangen werden auch als Bruderschaftsstangen bezeichnet) erhalten, die häufig ganzjährig in der Kirche aufgestellt sind. Zunftkerzen (verzierte Kerzenhalter) sind ein Typ der Prozessionsstange, der vor allem von Handwerkszünften verwendet wurde.

## Geschichte und Brauchtum
Mit der Entstehung der Zünfte entstanden die Zunftstangen, die als Demonstration des sich entwickelnden Selbstbewusstsein der Handwerker bei Prozessionen öffentlich gezeigt wurden.
Erste Erwähnungen von Zunftstangen stammen aus den Jahren 1688 in Leuchtenberg, 1765 in Grafenwöhr, 1772 in Eslarn.
Die Bräuche, wann diese Zunftstangen auf Prozessionen mitgetragen wurden, unterschieden sich von Ort zu Ort.
In Eslarn trugen zur Fronleichnamsprozession alle Zünfte ihre Zunftstangen mit.
Wenn ein Familienmitglied eines Handwerkers, der einer Zunft angehörte, starb, wurden bei der Beerdigung die beiden Zunftstangen der jeweiligen Zunft mitgetragen. Jede Zunft hatte zwei Stangen.
In Wiesau wurden die Zunftstangen nicht bei der Fronleichnamsprozession getragen, sondern sie traten nur zum Zunftamt am 27. Dezember jeden Jahres in Aktion.
Die Zunftstangen überdauerten die Kriege. Auf alten Fotografien sieht man sie in den Kirchen stehen. In früheren kunstgeschichtlichen Beschreibungen der Kirchen wurden sie meistens übergangen.
In den sechziger und siebziger Jahren des 20. Jahrhunderts mit fortschreitender Trennung von Kirche und normalem Alltagsleben empfand man sie oft als altmodisch, unpassend, profan und störend und verbannte sie aus den Kirchen oder entfernte zumindest die Zunftabzeichen.
Mancher konservative Mesner rettete sie vor seinem modernen Pfarrer auf den Dachboden.
Ab der 1980er Jahre erwachte ein neues Verständnis für die Kunst vergangener Zeiten und die Zunftstangen wurden, wo noch vorhanden, von den Dachböden geholt, restauriert und wieder in den Kirchen aufgestellt.
Die seit dieser Zeit entstandenen kunstgeschichtlichen Kirchenführer würdigen ihren künstlerischen und historischen Wert.

## Beschreibung und Besonderheiten
Prozessionsstangen ist der Überbegriff für an einer oder auch mehreren Stangen befestigten Engels- und/oder Heiligenfiguren, oder Figurengruppen oder Zunftzeichen oder Laternen.
Als Zunftstangen werden Prozessionsstangen bezeichnet, die mit einem Zunftzeichen gekennzeichnet sind.
Man kann vermuten, dass ursprünglich alle Prozessionsstangen mit Zunftzeichen versehen waren, dass aber diese Zunftzeichen teilweise verloren gingen oder absichtlich entfernt wurden. Dies ist jedoch nicht immer nachweisbar. Diese Stangen ohne Zunftzeichen bezeichnet man als Prozessionsstangen.
Es gibt einfache Zunftstangen, ohne Engels- oder Heiligenfigur, die nur das jeweilige Zunftzeichen an ihrer Spitze haben.
Engelstangen tragen einen Engel, der meistens ein Zunftzeichen auf einem Schild in der Hand trägt.
Heiligenstangen tragen einen Heiligen, der von einer Zunft als Schutzheiliger angesehen wurde oder aber der aus anderen Gründen der Zunft angenehm war oder dem Stifter der Stange gefiel. Das Zunftzeichen ist entweder in die Heiligenfigur integriert oder es befindet sich als Kartusche an der Stange.
Kerzenstangen laufen in einen Kerzenleuchter an der Spitze aus. Das Zunftzeichen befindet sich unterhalb des Kerzenhalters.
Teilweise tragen sie an der Spitze auch einen Engel oder eine Heiligenfigur, die den Kerzenleuchter in der Hand trägt.
Oft treten die Zunftstangen paarweise pro Zunft auf, d. h. pro Zunft schmückten zwei Heilige oder Figuren, die als zueinander gehörig empfunden und aufeinander bezogen gestaltet wurden, jeweils eine Stange, so dass z. B. bei einer Beerdigung eines Zunftangehörigen links und rechts vom Grab jeweils ein Träger mit einer Stange seiner Zunft stehen konnte.
In der Kirche standen sich diese beiden Stangen auf der Frauen- und Männerseite gegenüber, oft mit aufeinander deutenden Armen.

## Heilige und Zünfte
Zusammenhang von Heiligenfiguren und Zünften:
| Heiliger/Figurengruppe      | zugeordnete Zünfte                                                                                          | Orte mit Zunftstangen                                                              |
| --------------------------- | --- | ---------------------------------------------------------------------------------- |
| Ambrosius                   | Schmiede | Bärnau                                                                             |
| Andreas (Apostel)           | Bäcker, Müller                                                                                              | Winklarn                                                                           |
| Barbara von Nikomedien      | Holz- und Feuerwerker                                                                                       | Winklarn                                                                           |
| Barnabas                    | Weber | Winklarn                                                                           |
| Bartholomäus (Apostel)      | Schuhmacher, Metzger                                                                                        | Mitterteich, Weiden i.d.OPf.                                                       |
| Bonifatius                  | Schneider                                                                                                   | Leuchtenberg                                                                       |
| Eligius                     | Schmiede, Flaschner, Spengler                                                                               | Tirschenreuth, Weiden i.d.OPf.                                                     |
| Elisabeth von Thüringen     | Bäcker | Weiden i.d.OPf.                                                                    |
| Florian von Lorch           | Müller | Wiesau                                                                             |
| Georg                       | Schneider                                                                                                   | Winklarn                                                                           |
| Glaube                      | Schreiner, Drechsler, Kammmacher                                                                            | Auerbach                                                                           |
| Gnadenstuhl, Dreifaltigkeit | Zimmerer, Hutmacher                                                                                         | Leuchtenberg, Neustadt/WN                                                          |
| Heilige Familie             | Maler, Bäcker, Lebzelter                                                                                    | Leuchtenberg, Neustadt/WN                                                          |
| Jakobus der Ältere          | Schneider, Schuhmacher, Maler, Schreiner                                                                    | Auerbach, Mitterteich, Tirschenreuth, Windischeschenbach                           |
| Jesus Christus              | Metzger, Müller, Melber, Schlosser, Schmiede                                                                | Neustadt/WN, Waldthurn, Windischeschenbach                                         |
| Johannes der Täufer         | Schneider, Zeugmacher                                                                                       | Auerbach, Neustadt/WN, Weiden i.d.OPf.                                             |
| Johannes (Evangelist)       | Metzger, Sattler                                                                                            | Leuchtenberg                                                                       |
| Josef von Nazaret           | Zimmerer, Kaminkehrer, Maurer, Hafner, Sattler, Säckler, Tischler, Schreiner, Bäcker, Holz- und Feuerwerker | Auerbach, Neustadt/WN, Tirschenreuth, Waldthurn, Weiden i.d.OPf., Wiesau, Winklarn |
| Judas Thaddäus              | Tuchmacher                                                                                                  | Tirschenreuth                                                                      |
| Katharina von Alexandrien   | Schmiede, Wagner                                                                                            | Tännesberg, Tirschenreuth                                                          |
| Laurentius von Rom          | Weber | Winklarn                                                                           |
| Liebe                       | Schreiner, Drechsler, Kammmacher                                                                            | Auerbach                                                                           |
| Lukas (Evangelist)          | Maler | Weiden i.d.OPf.                                                                    |
| Maria Magdalena             | Friseure | Weiden i.d.OPf.                                                                    |
| Maria (Mutter Jesu)         | Weber, Schuhmacher, Maurer, Metzger                                                                         | Leuchtenberg, Neustadt/WN, Winklarn                                                |
| Martin                      | Wagner, Schmiede, Schneider                                                                                 | Leuchtenberg, Winklarn, Schongau                                                   |
| Michael                     | Schneider, Maurer, Zimmerer                                                                                 | Neustadt/WN, Winklarn                                                              |
| Noah                        | Zimmerer | Tirschenreuth                                                                      |
| Paulus von Tarsus           | Binder, Weber                                                                                               | Neustadt/WN, Waldthurn                                                             |
| Reinoldus                   | Steinmetze                                                                                                  | Weiden i.d.OPf.                                                                    |
| Rochus von Montpellier      | Maurer | Waldthurn                                                                          |
| Schutzengel                 | Zimmerer, Kaminkehrer, Maurer, Hafner                                                                       | Auerbach                                                                           |
| Simon Petrus                | Schmiede, Wagner, Maurer, Schlosser, Metallbau, Bäcker, Müller                                              | Neustadt/WN, Waldthurn, Weiden i.d.OPf., Winklarn                                  |
| Thomas (Apostel)            | Bau | Weiden i.d.OPf.                                                                    |
| Wendelin                    | Weber | Weiding                                                                            |
| Wolfgang                    | Wagner, Zimmerer, Tuchmacher, Weber, Maurer                                                                 | Bärnau, Neustadt/WN, Tirschenreuth, Waldthurn, Weiding, Winklarn                   |

## Bilder von Prozessionsstangen
Prozessionsstangen in der Kirche St. Georg in Ellingen:

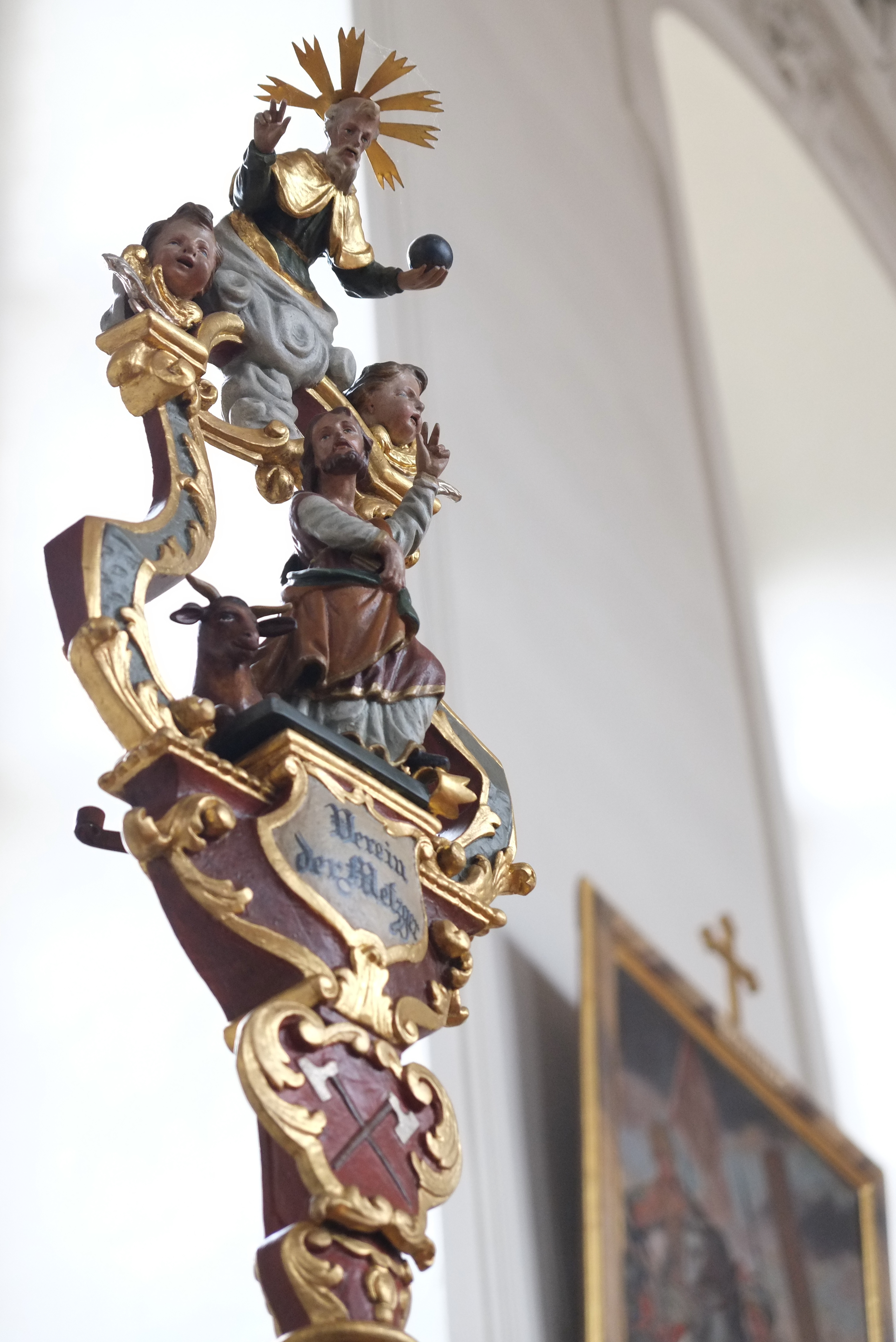
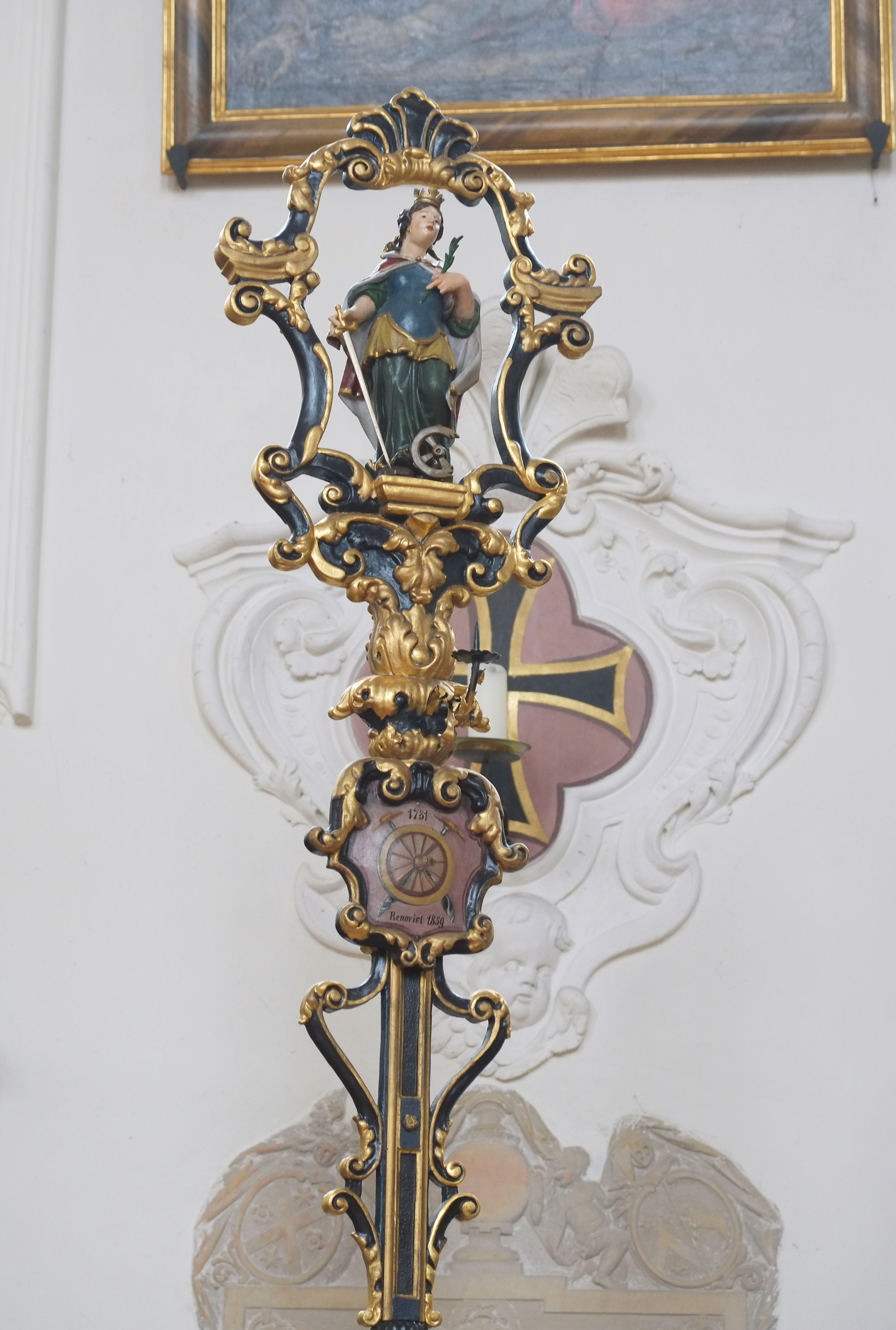
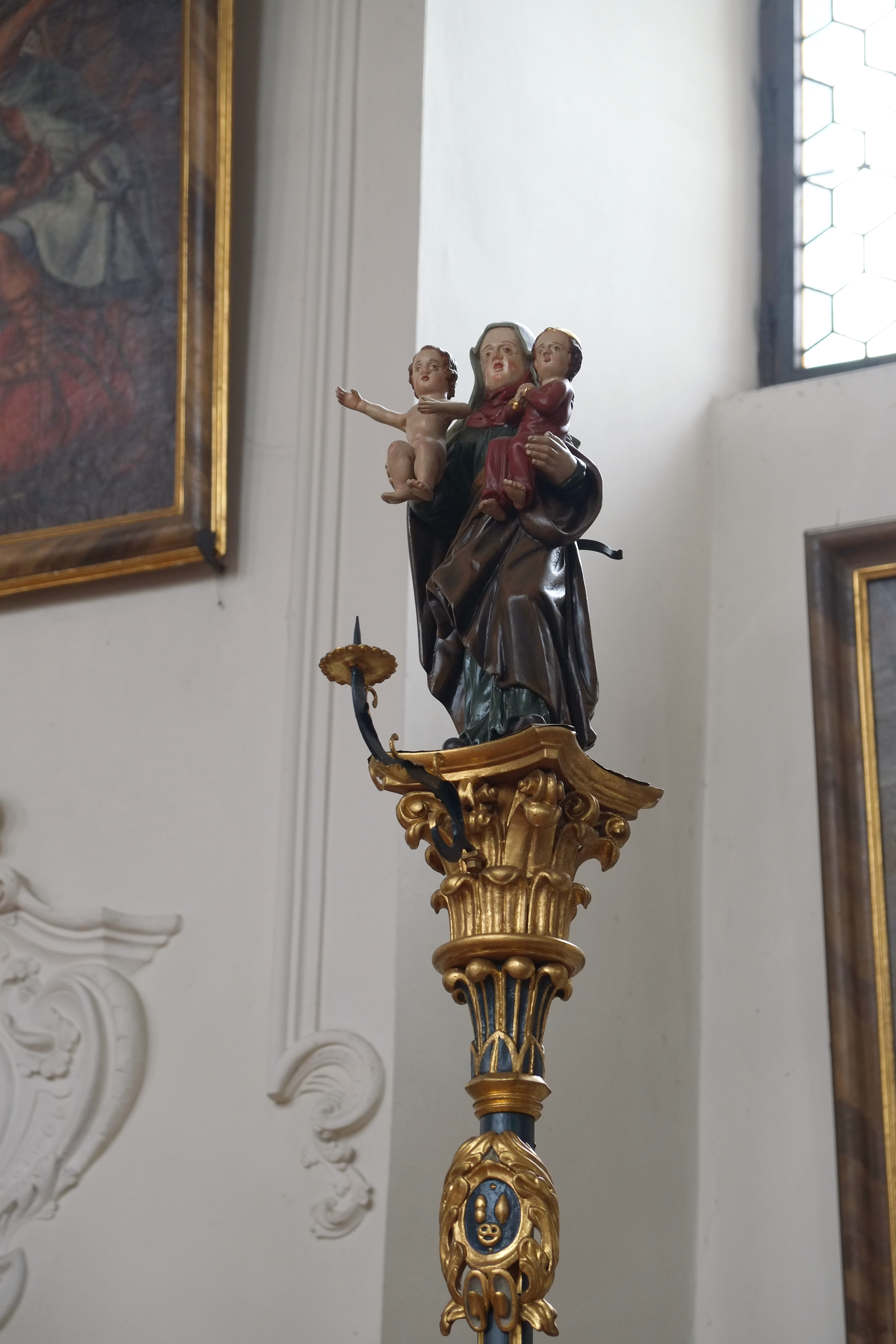
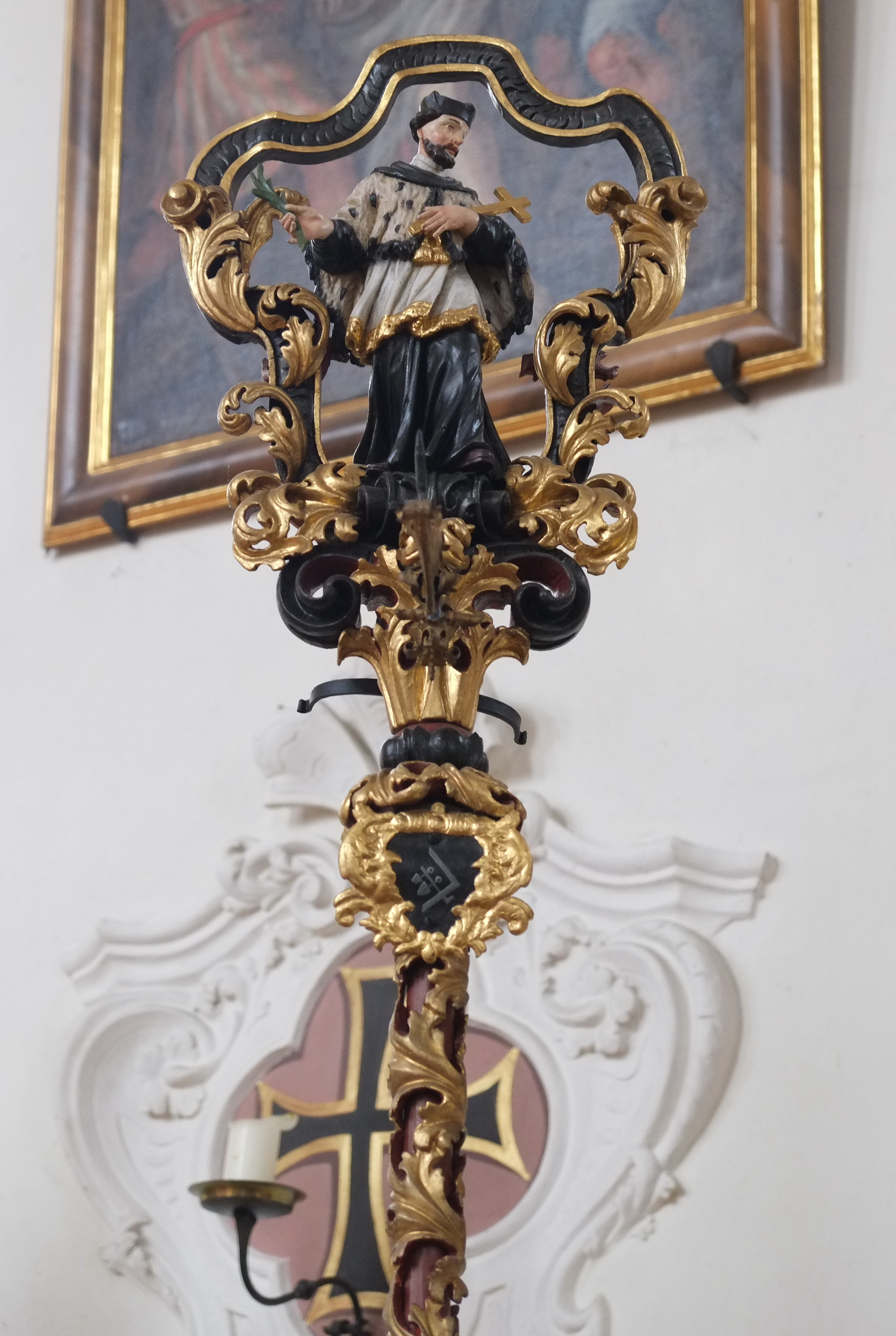

Prozessions- oder Zunftstangen in der Kirche St. Jakobus der Ältere (Enchenreuth) im Dekanat Hof (Saale):

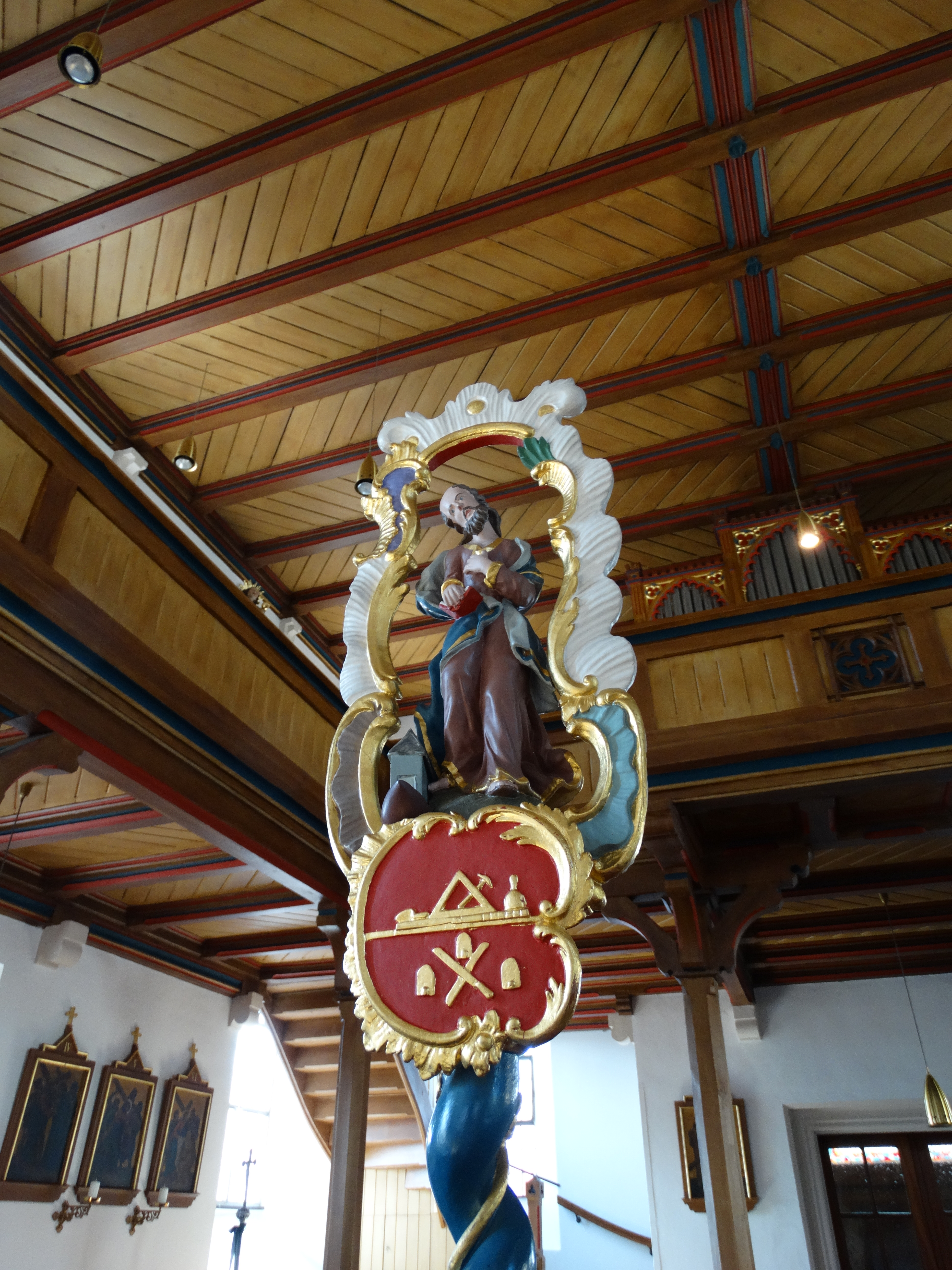
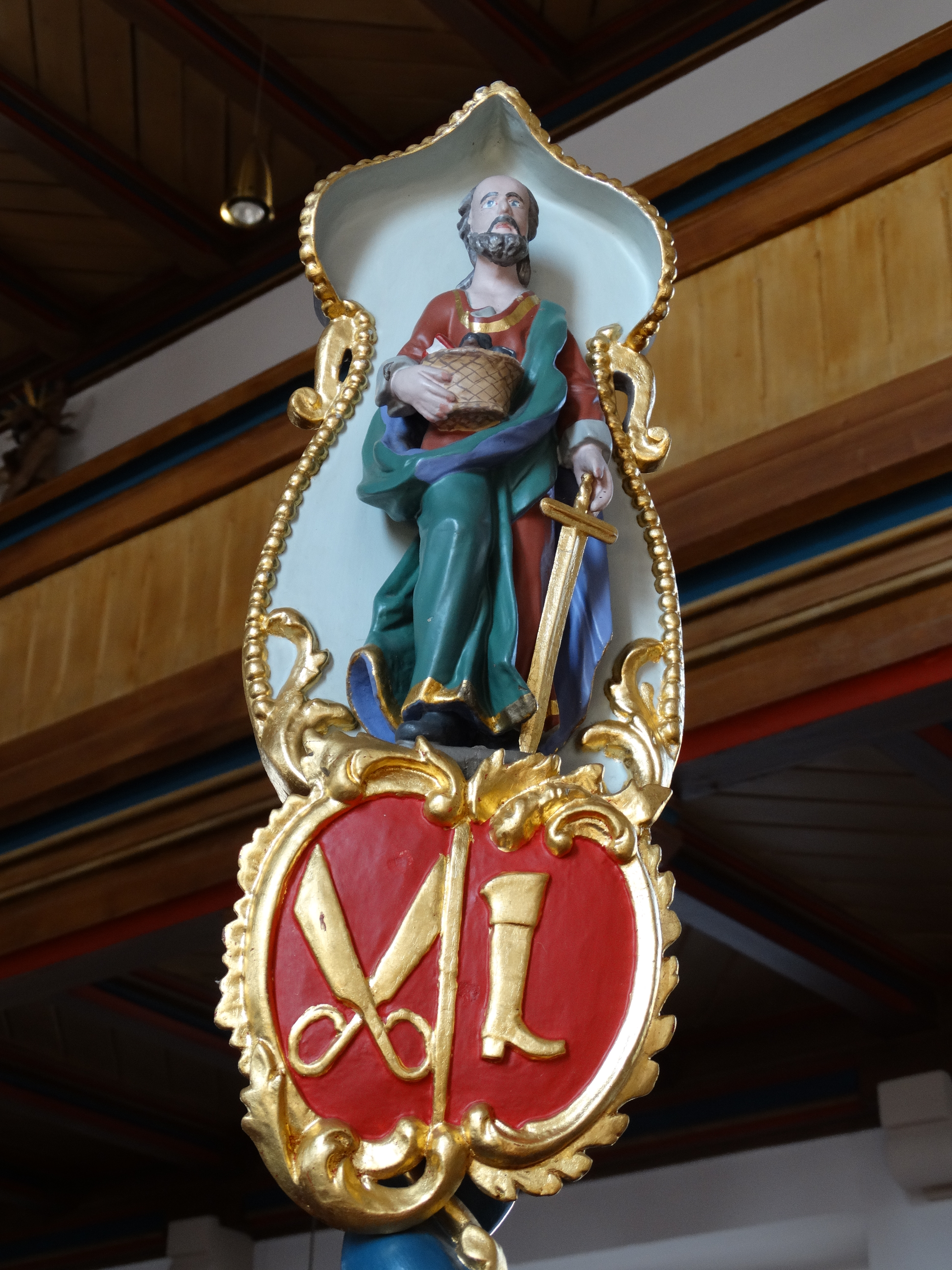
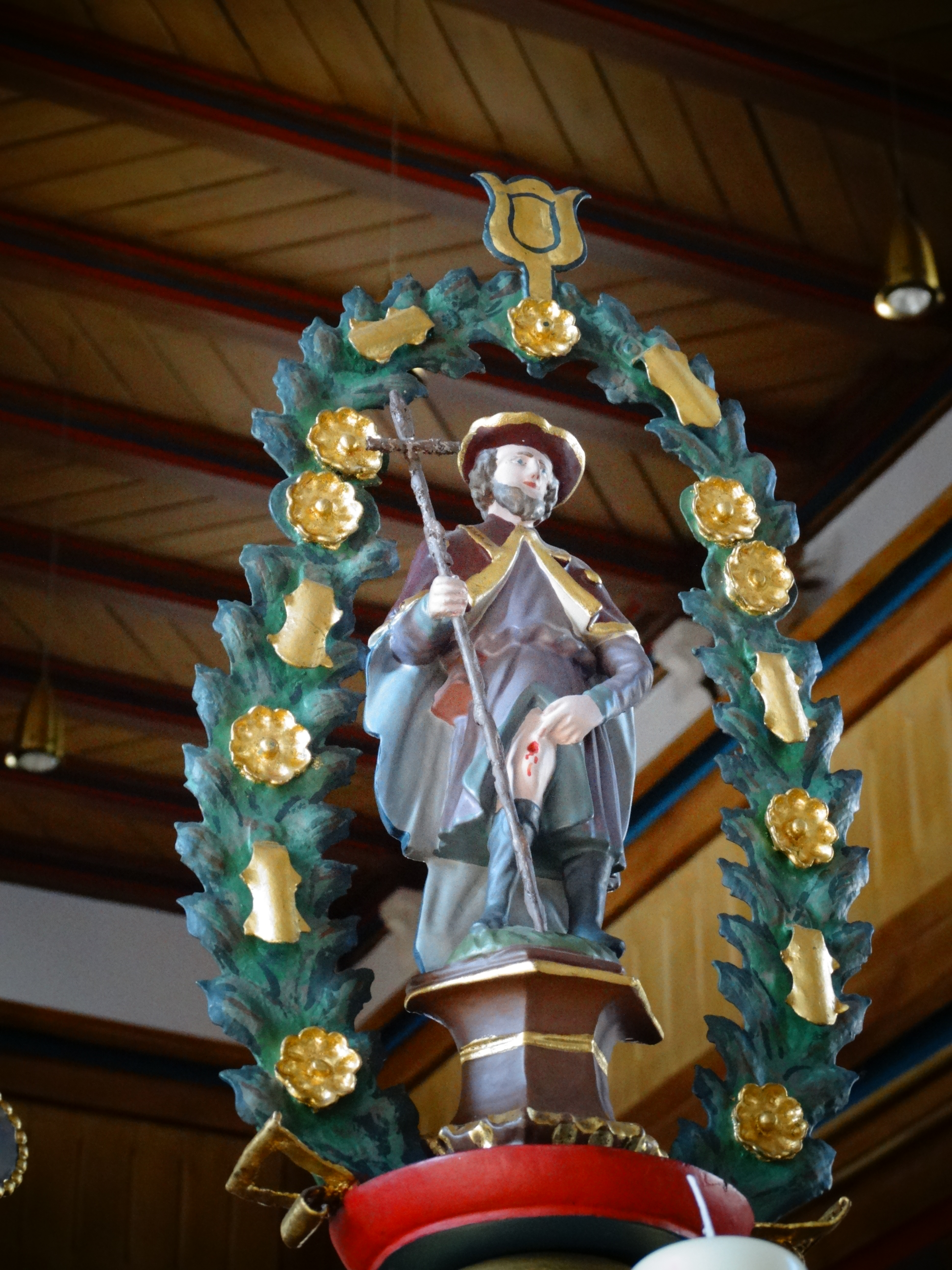
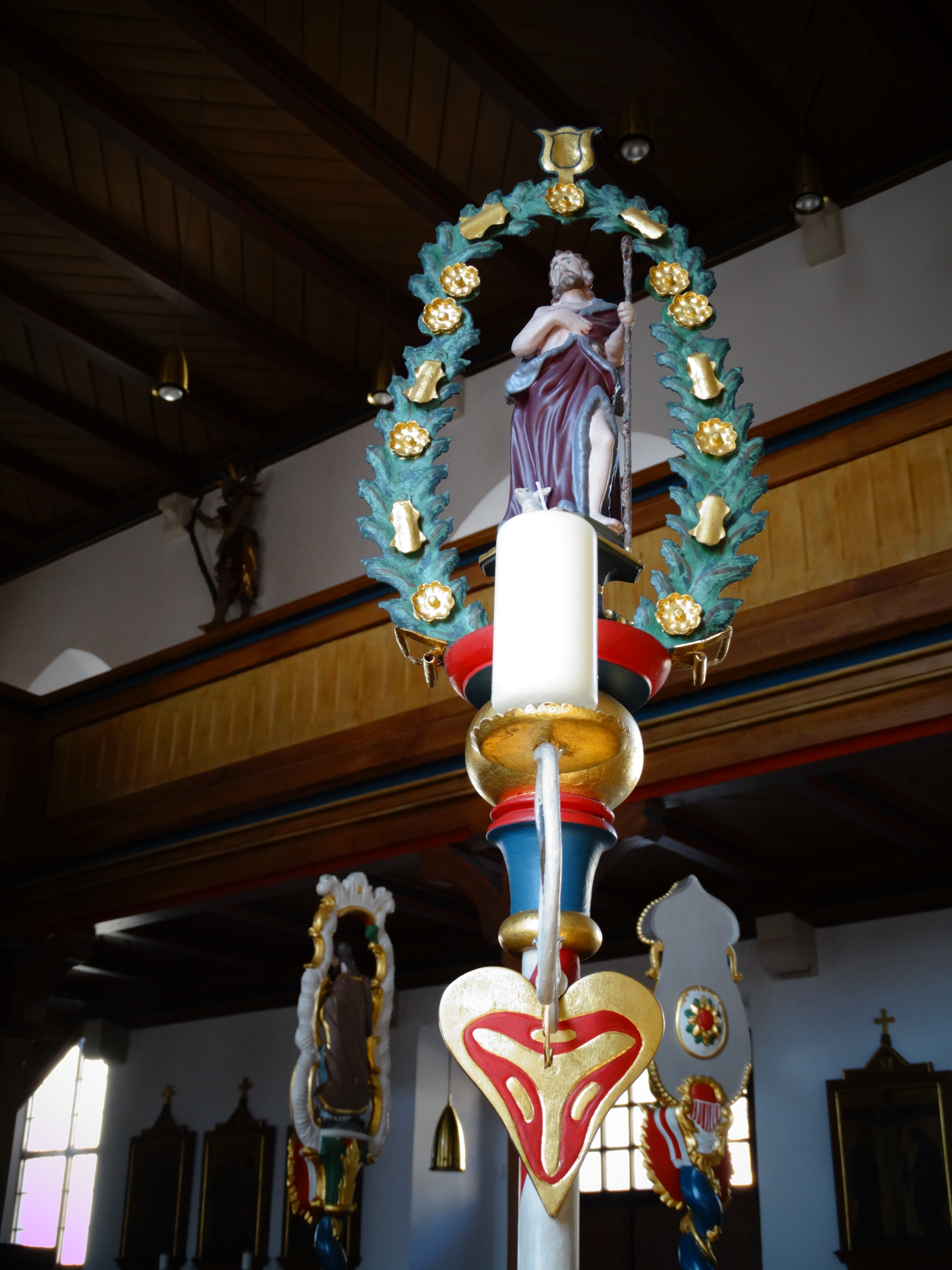
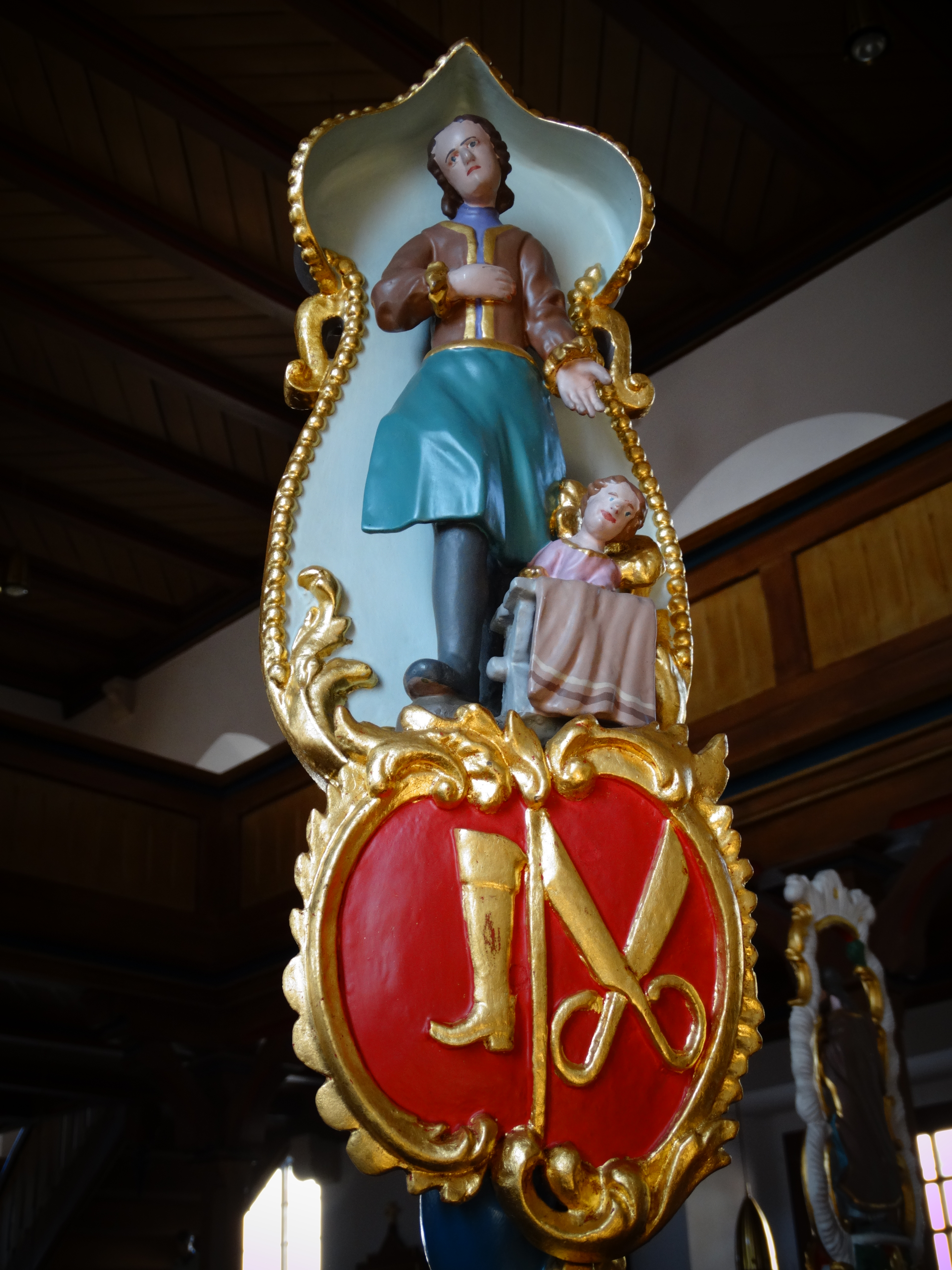
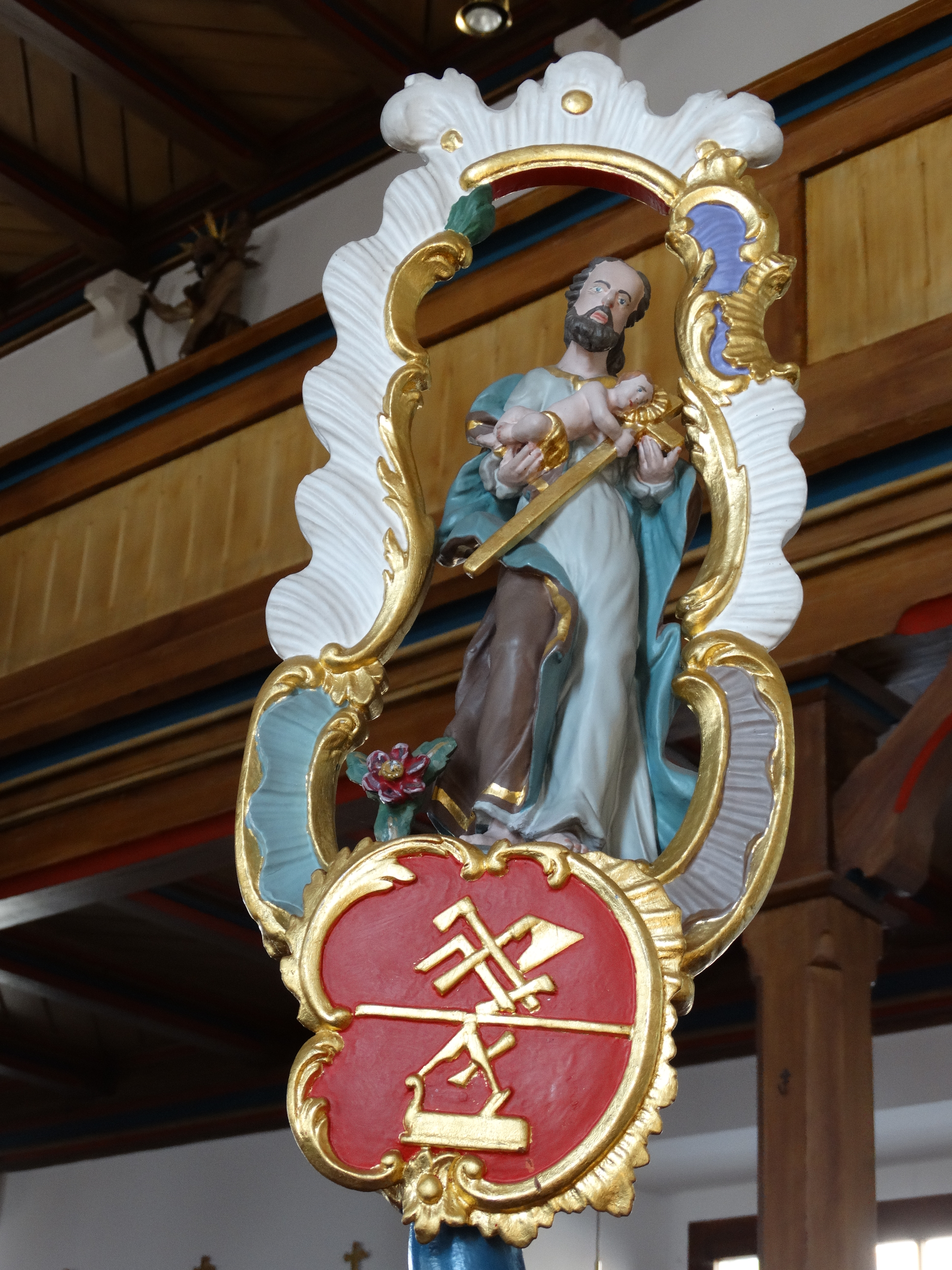

Zunftkerzen in der Kirche St. Martin in Gundelfingen an der Donau:

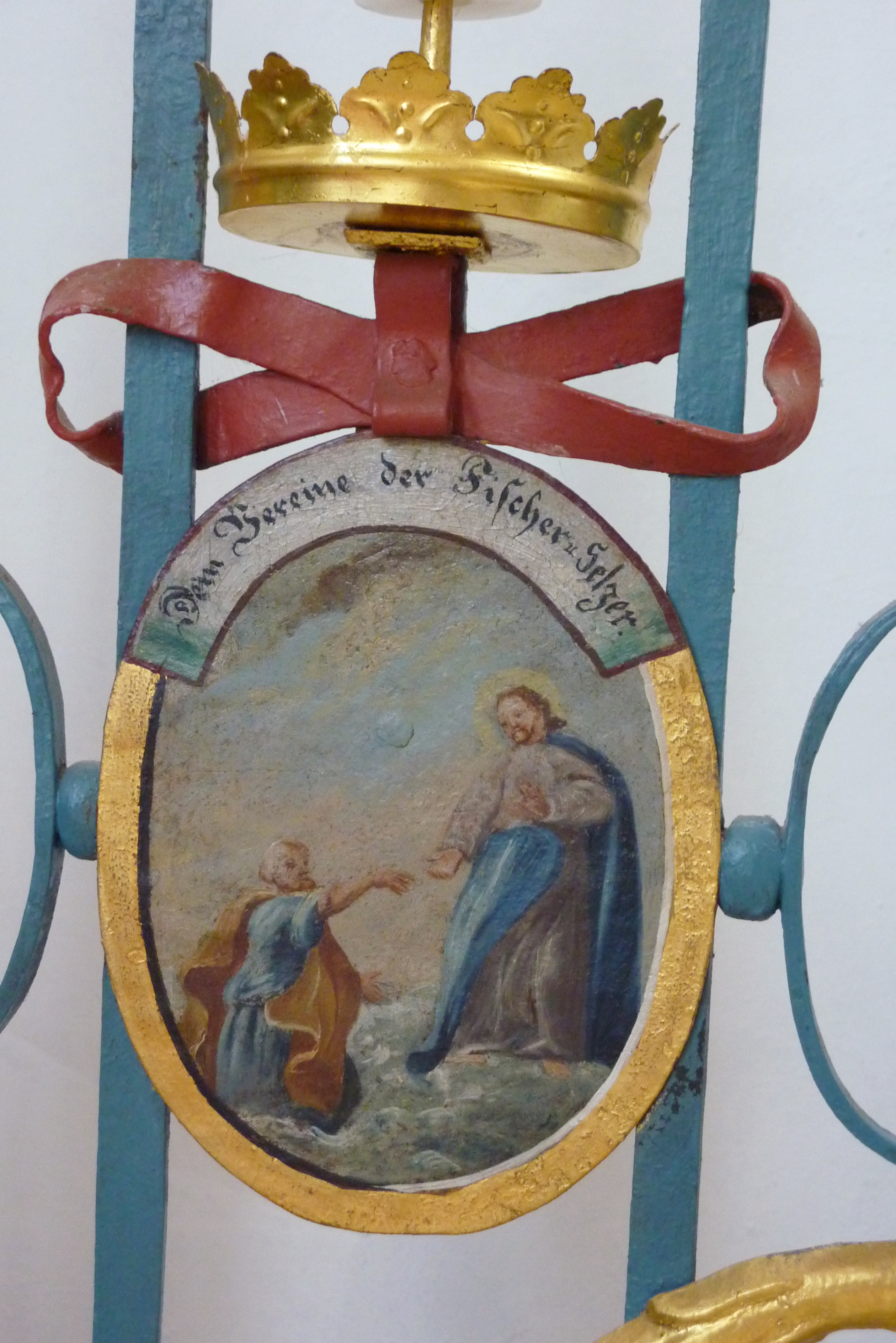
Apostel Petrus, Patron der Fischer
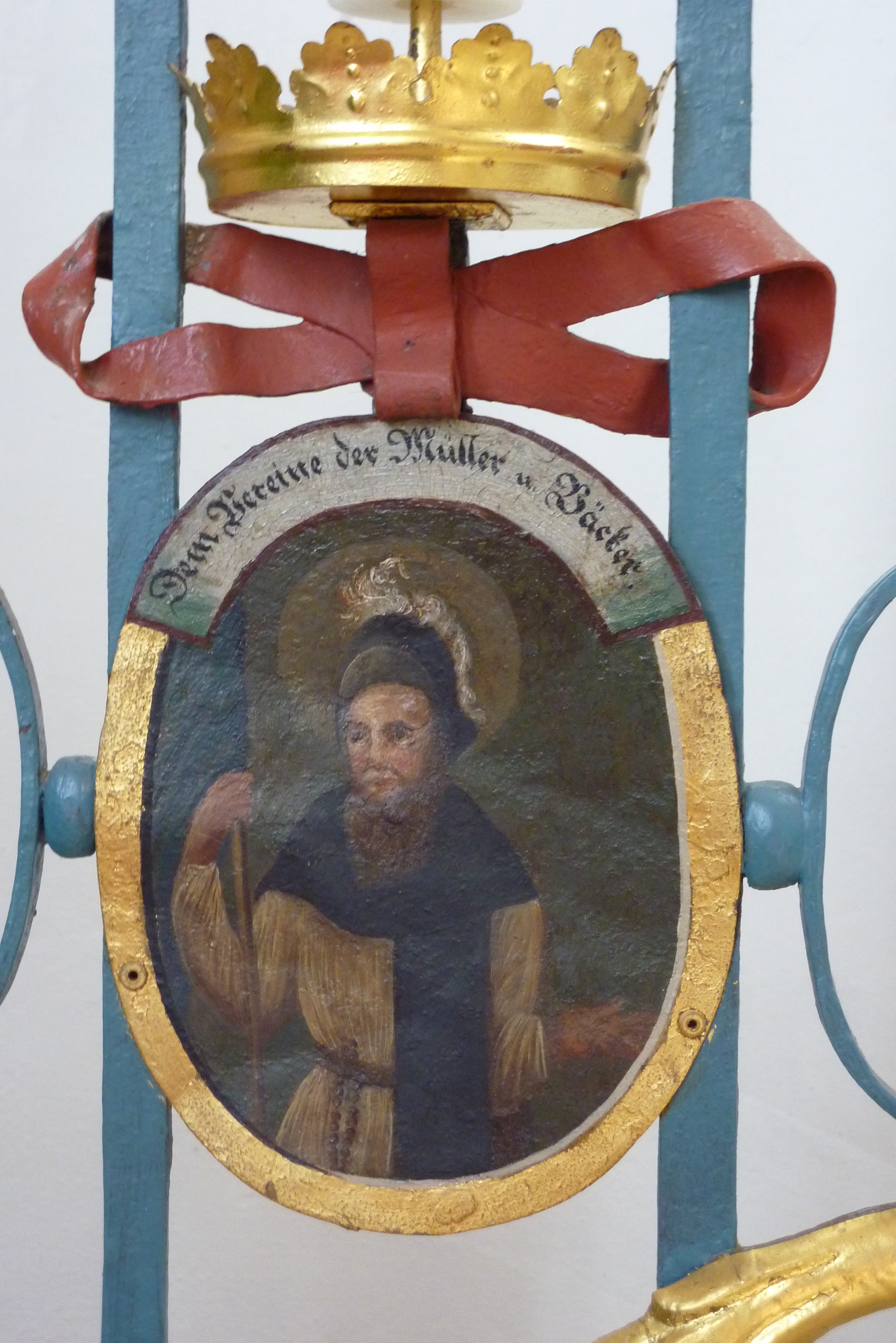
Hl. Martin, Patron der Müller und Bäcker
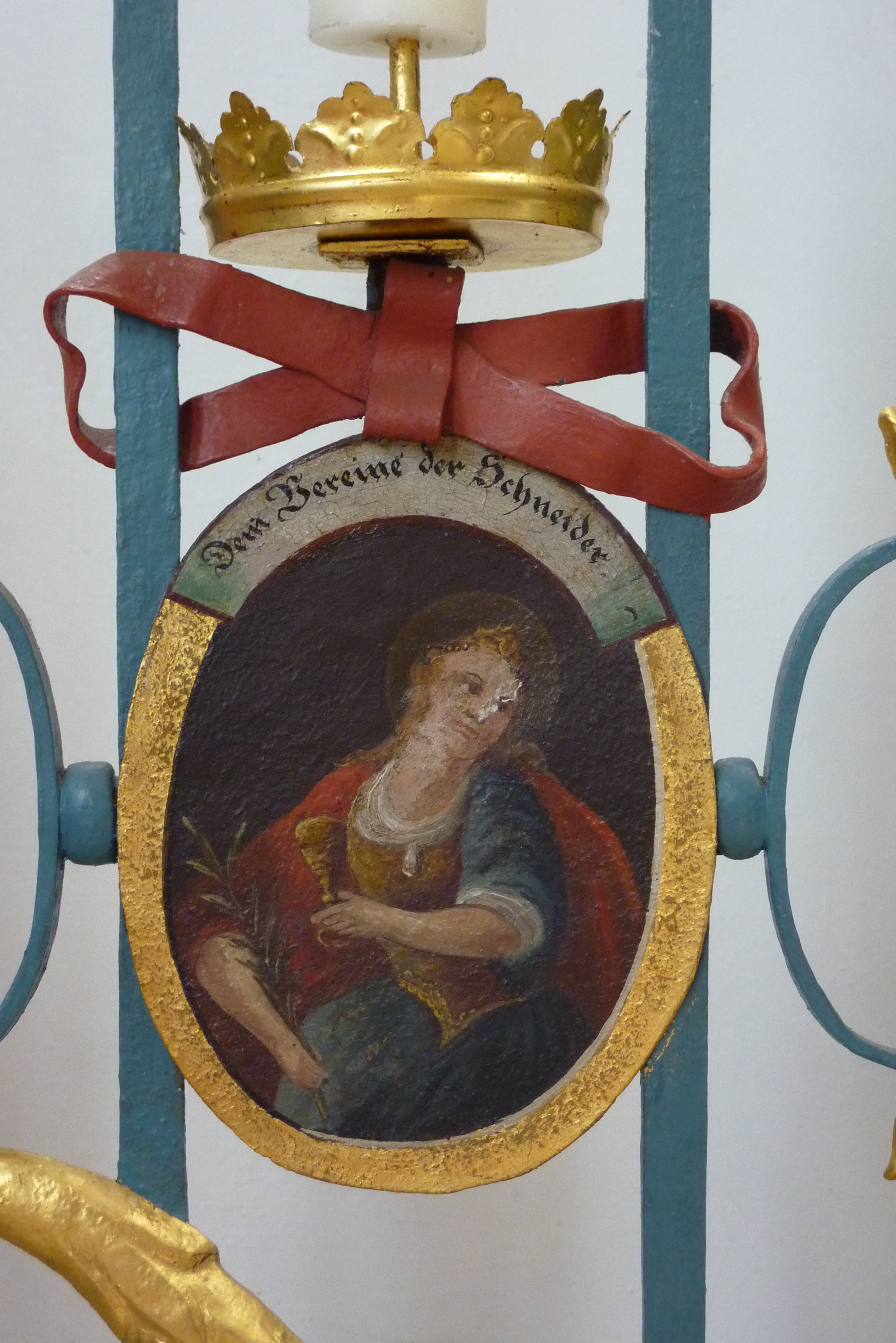
Hl. Barbara, Patronin der Schneider
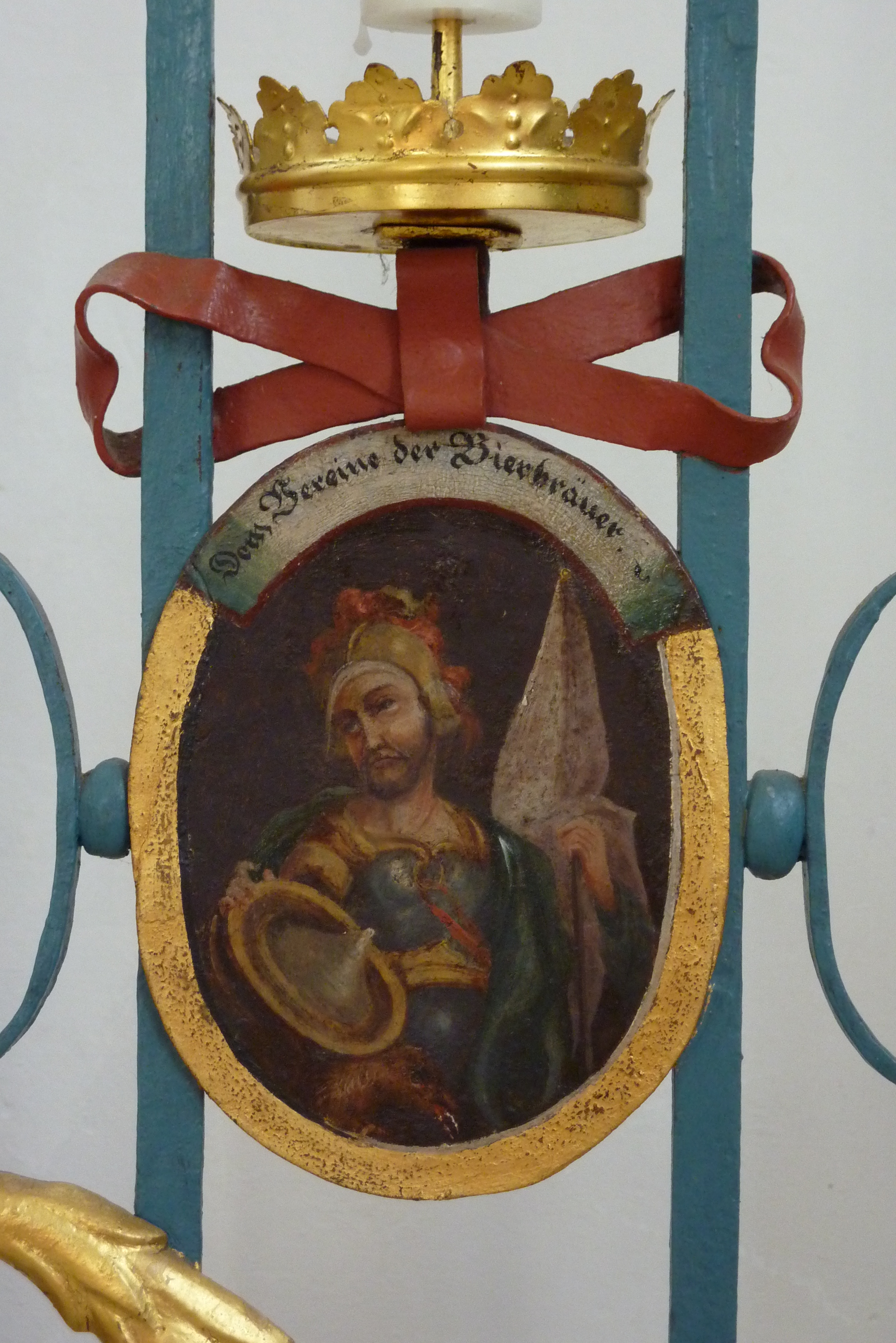
Hl. Vitus, Patron der Bierbrauer
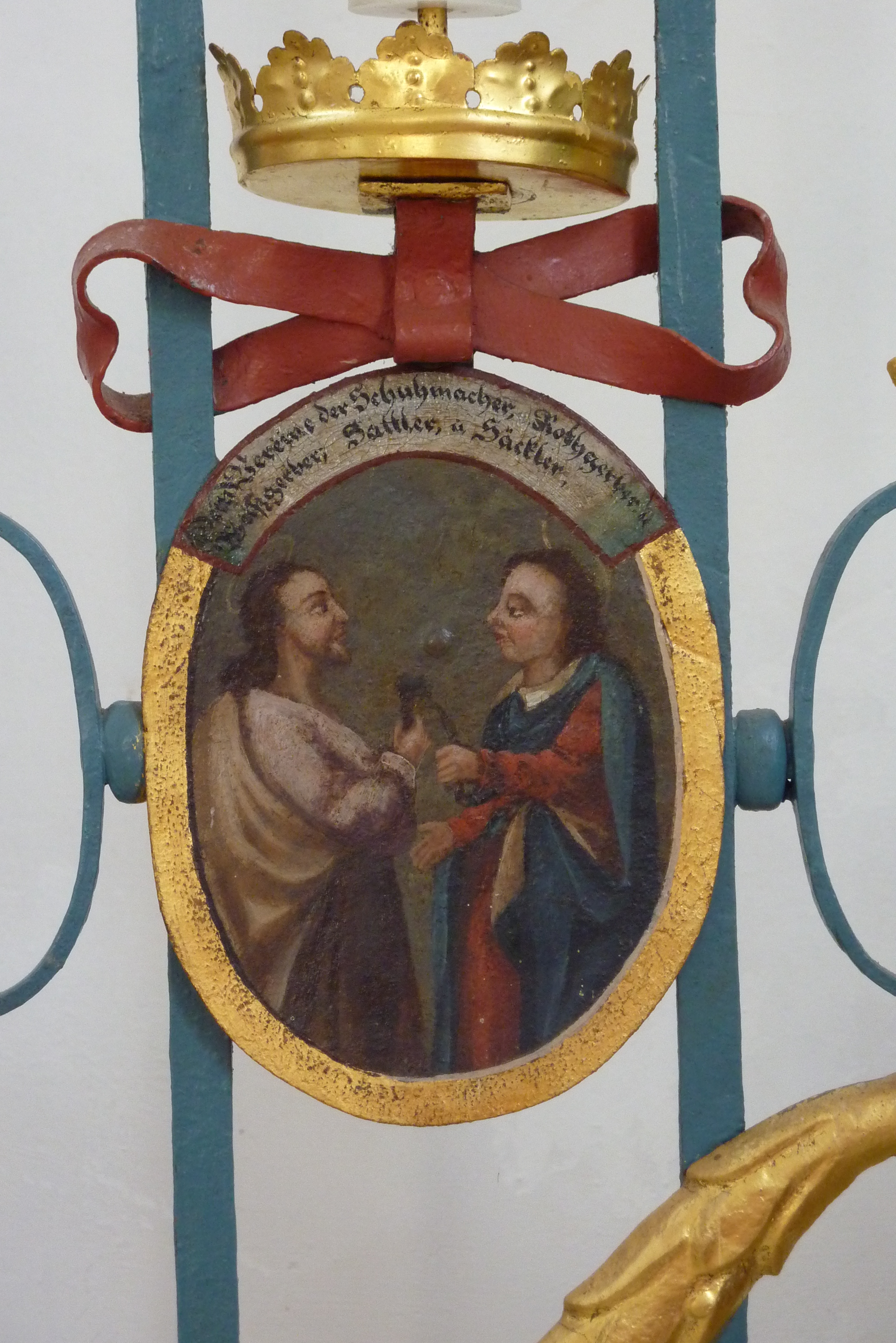
Cosmas und Damian, Patrone der Schuhmacher, Gerber, Sattler

Zunftstangen in der Stadtpfarrkirche Mariae Himmelfahrt in Schongau:

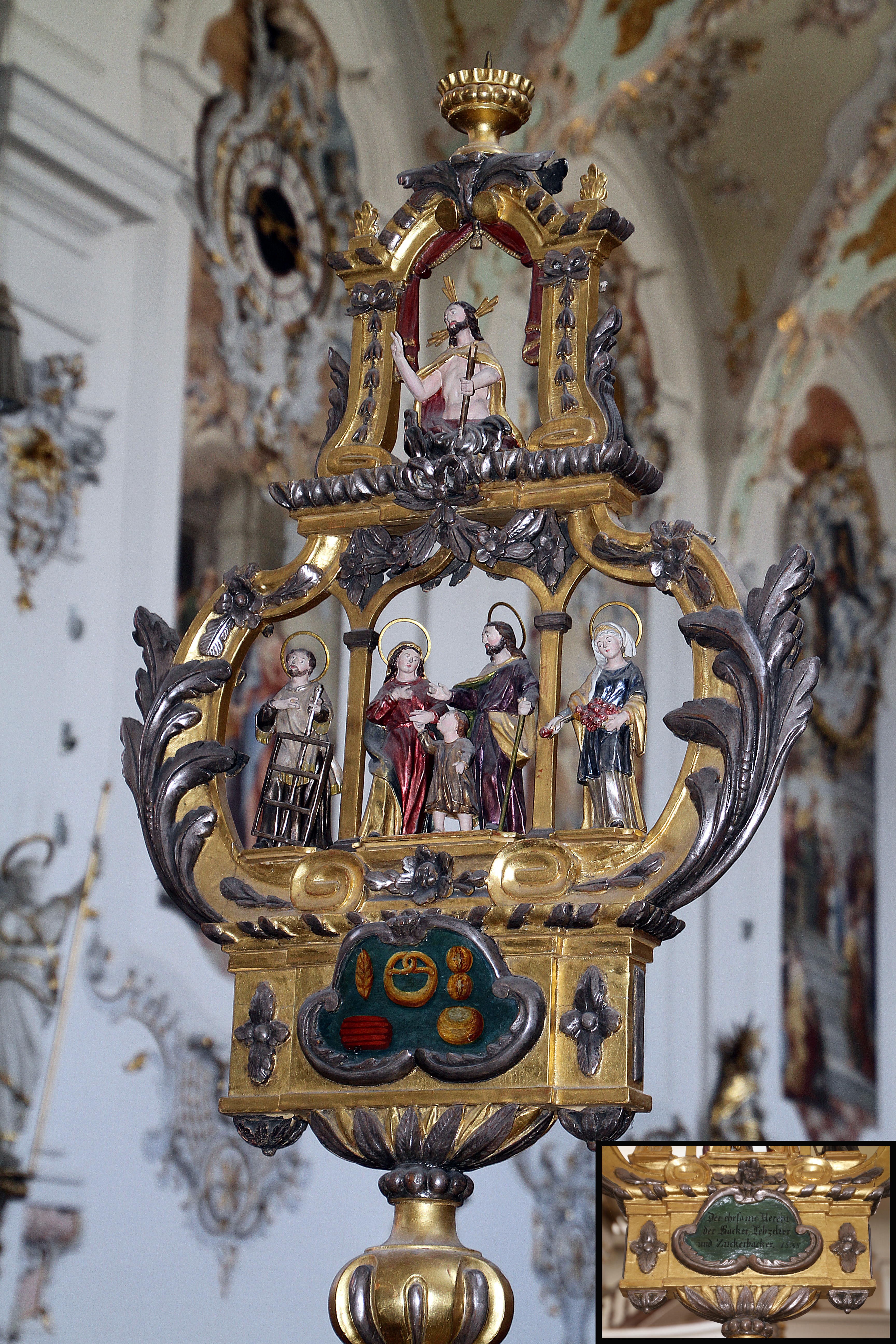
Bäcker
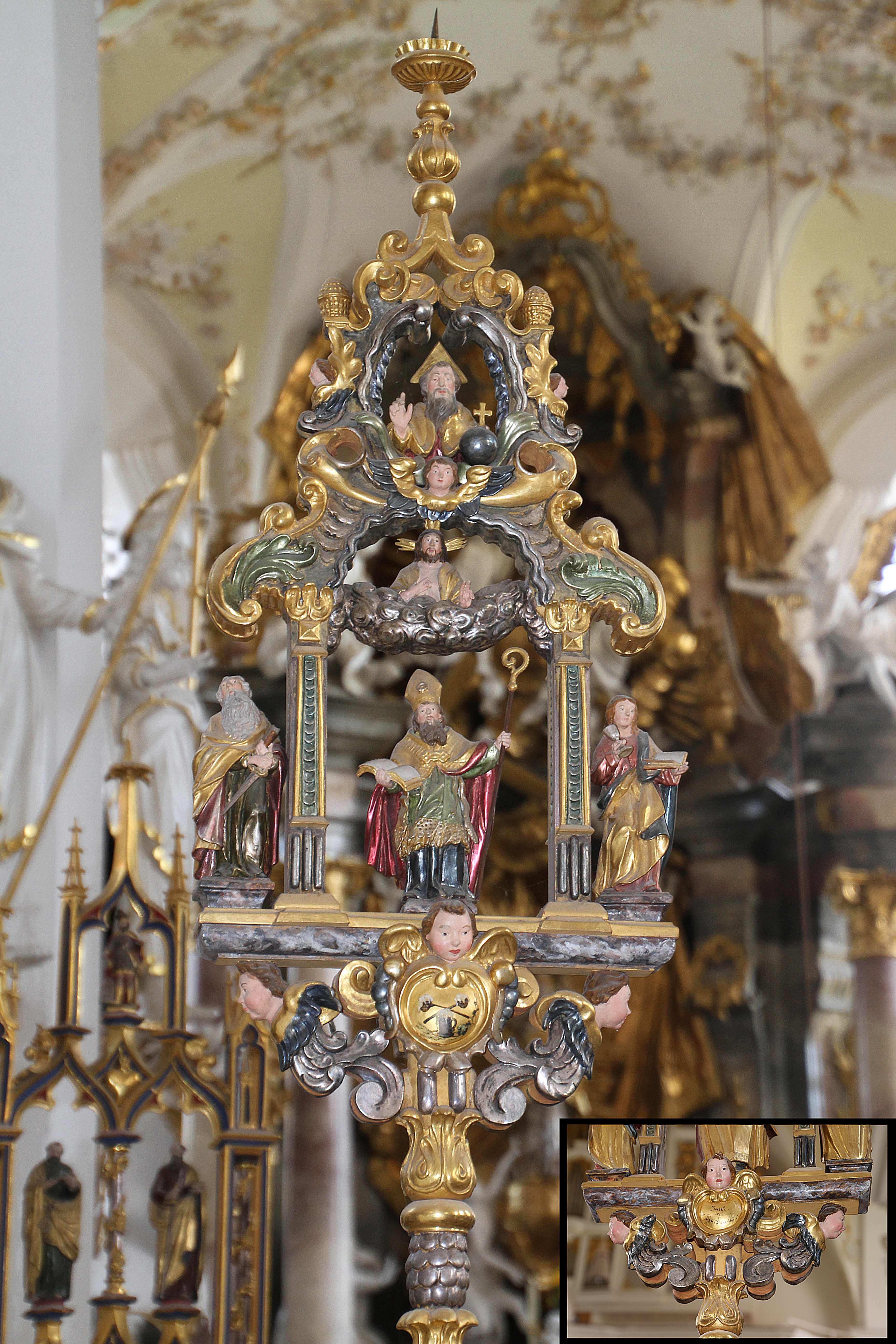
Bierbrauer
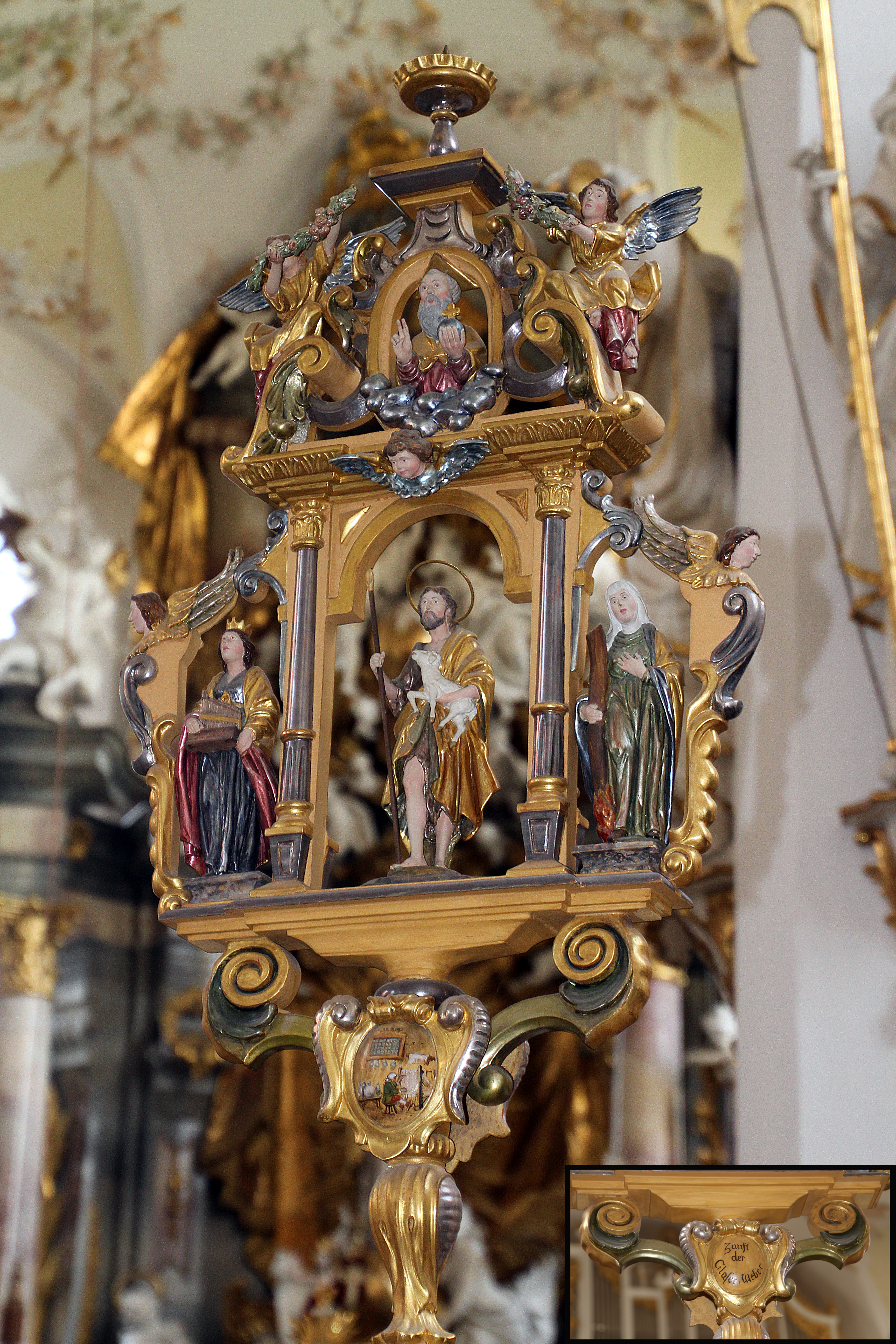
Glaser und Weber
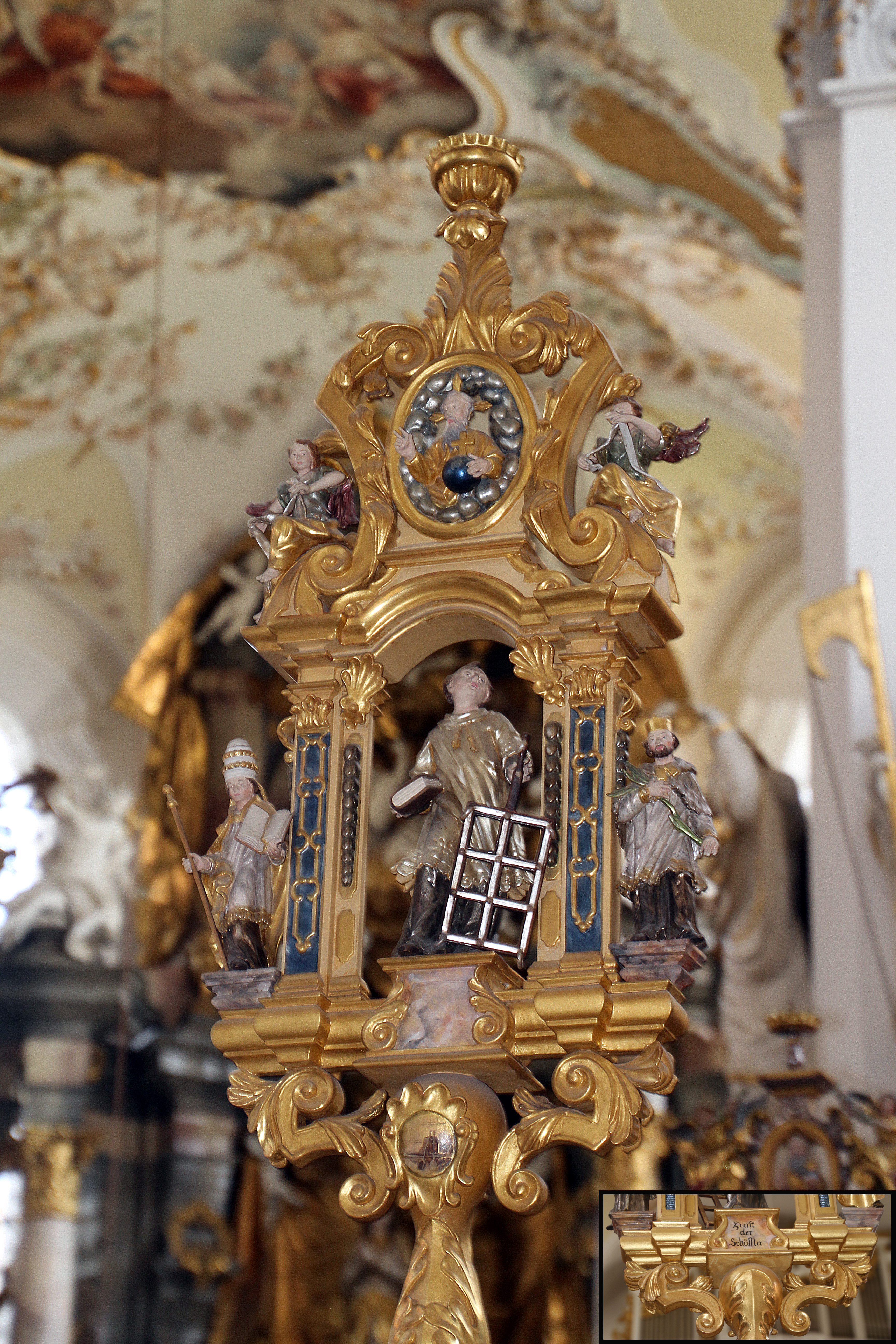
Schäffler
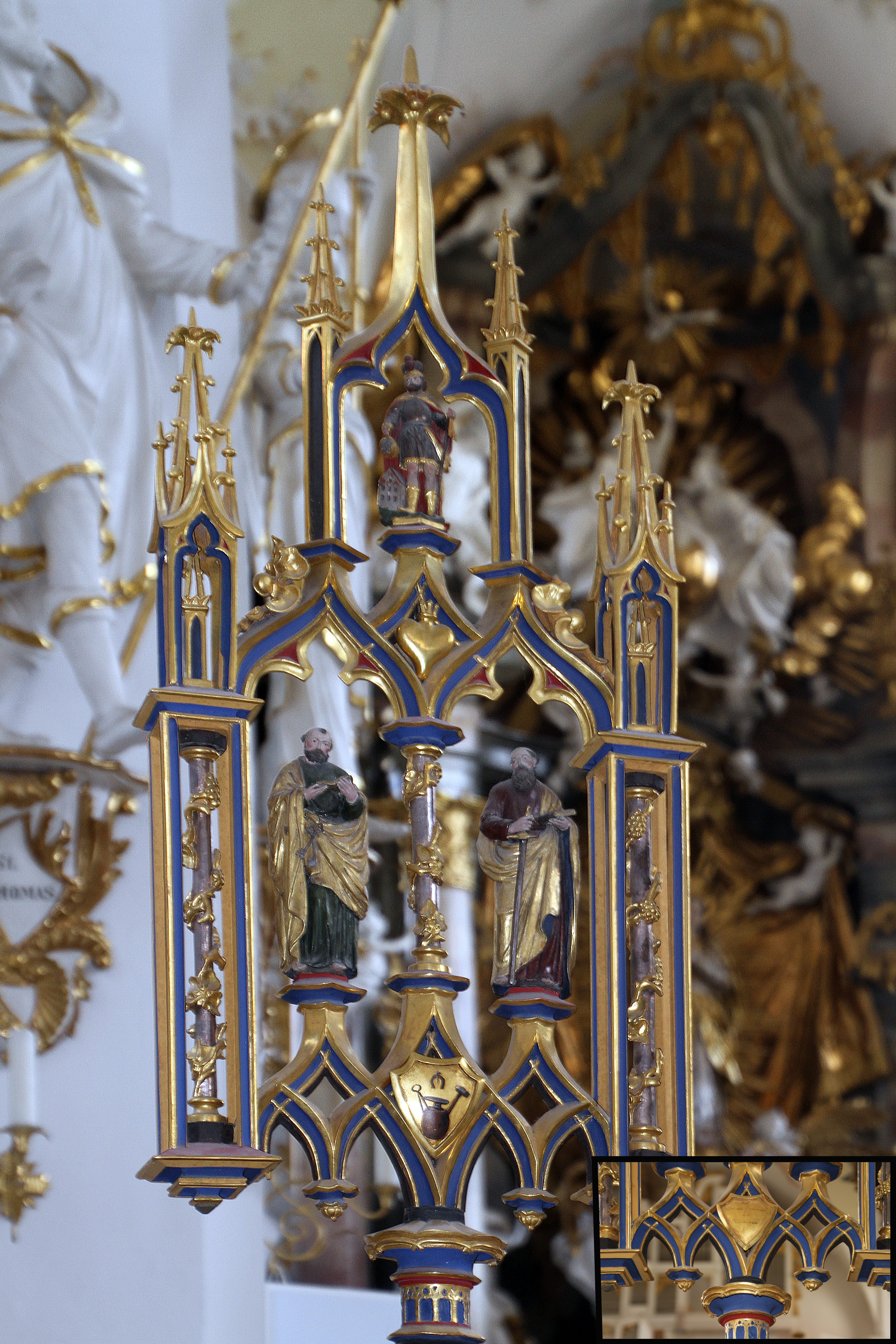
Schmiede
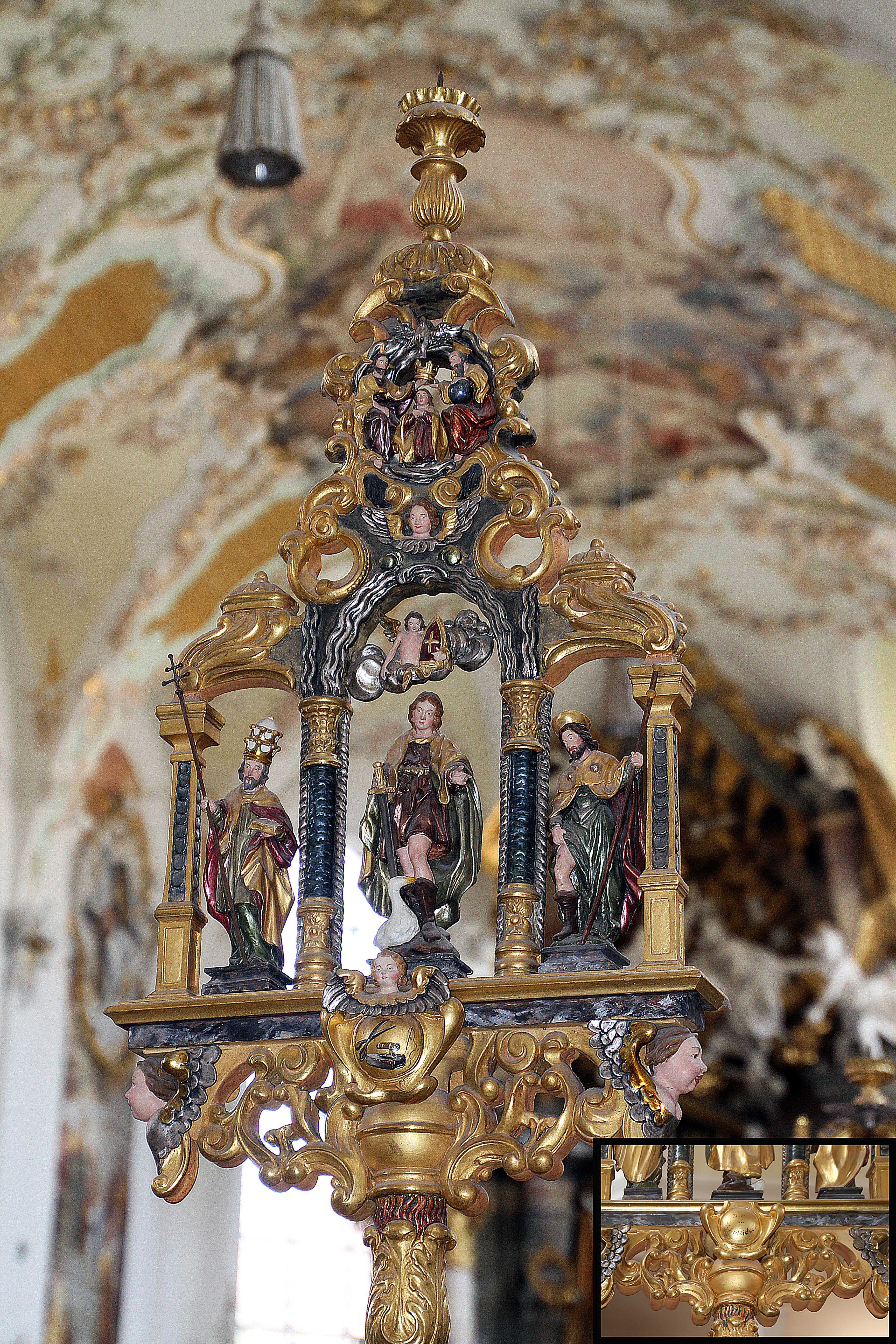
Schneider
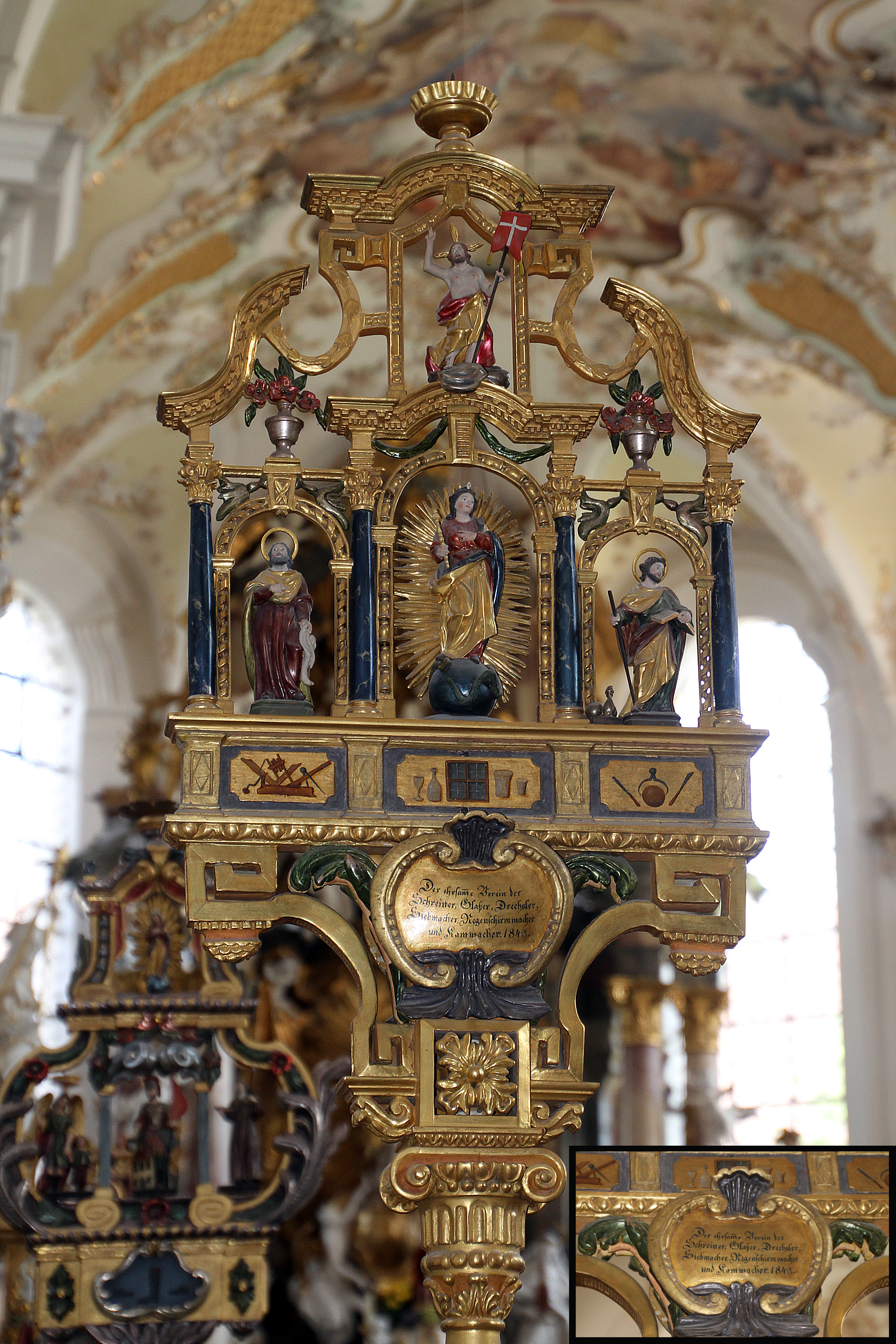
Schreiner
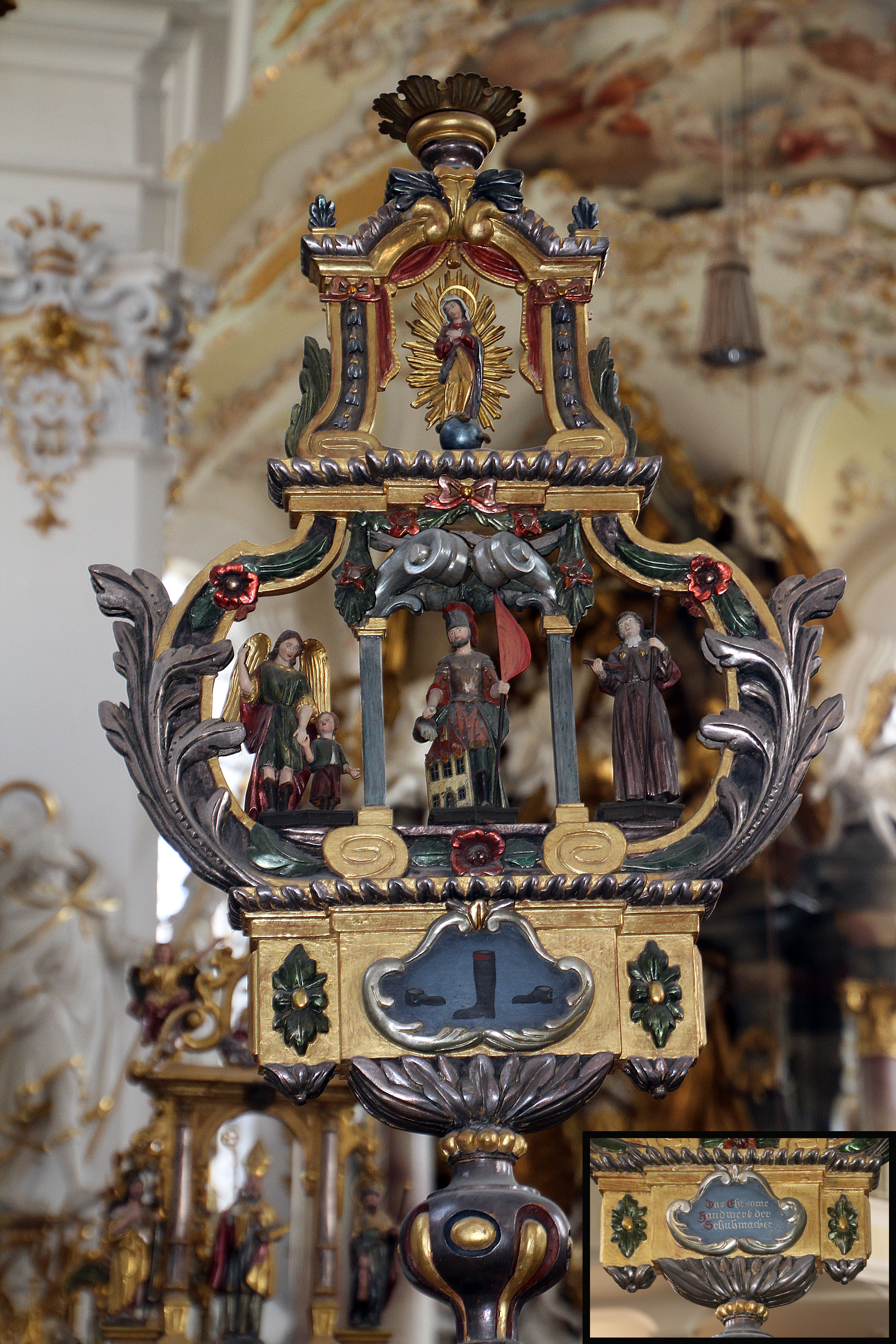
Schuhmacher
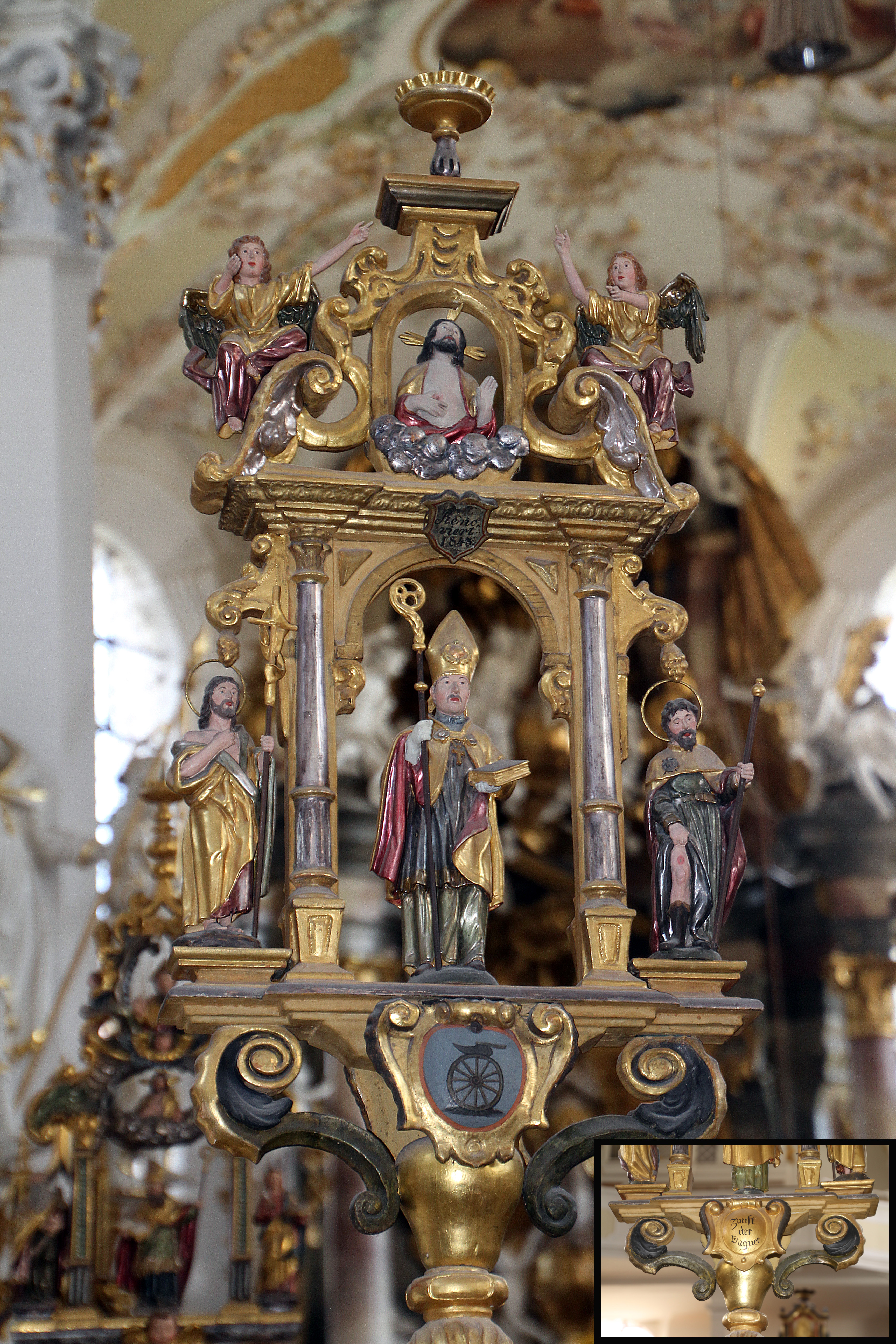
Wagner
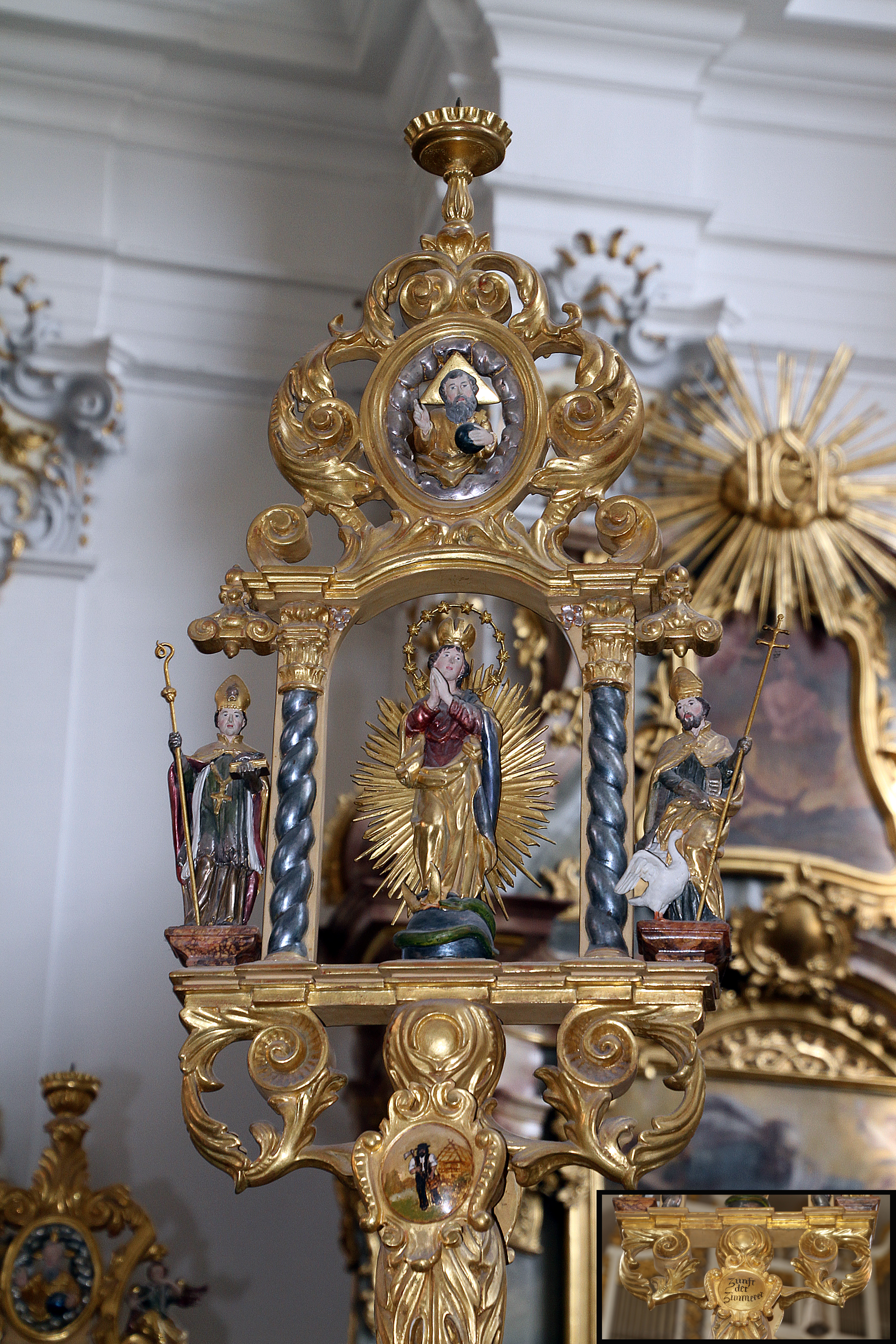
Zimmerer